# Костеевка (Сосковский район)
Костеевка — деревня в Сосковском районе Орловской области.
Входит в состав муниципального образования Алпеевское сельское поселение.

## История
Название Костеевка (ранее — Верхняя Костеевка и Нижняя Костеевка) происходит от слов «стоящие на костях», отражает то обстоятельство, что с начала XV века сосковским землям начали угрожать крымские татары. Весь XVI век территория современного Сосковского района подвергалась разрушению и опустошению. Жителей захватывали в плен, поселения сжигались.
Костеевка на реке Ястребинка входила в состав Кромского уезда Орловской губернии.

## Население
| 2010 |
| ---- |
| 46   |

Население — 46 человек, из них 19 мужчин и 27 женщин, (2010 год).